# Stone Library
La Stone Library est une bibliothèque à Quincy, au Massachusetts, dans le nord-est des États-Unis. Protégée au sein de l'Adams National Historical Park, elle est située à proximité de Peacefield, une maison qui comme elle a appartenu à la famille Adams.